# 영국령 기아나
영국령 기아나(British Guiana)는 1814년 8월 13일 영국-네덜란드 조약에 의해 설립되어 1966년 5월 26일 가이아나가 독립할 때까지 남아메리카 북부 연안에 존재했던 영국의 식민지이다.
이 곳에는 원래 네덜란드의 식민지였던 에세키보(Essequibo), 버비스(Berbice), 데메라라(Demerara)가 있었지만 1796년 영국에 정복되었다. 1814년 영국-네덜란드 조약이 체결되면서 공식적으로 영국에 양도되었고 1831년 하나의 식민지로 통합되었다. 1966년 5월 26일 가이아나가 독립하면서 오늘에 이른다.

## 같이 보기
- 가이아나의 경제
- 가이아나의 역사
- 찰스 워터턴